# Ovios
Ovios là một chi bướm đêm thuộc họ Noctuidae.

## Loài
- Ovios capensis Herrich-Schäffer, [1854]
- Ovios nealces Fawcet, 1915